# A Saucerful of Secrets (Lied)
A Saucerful of Secrets ist ein mehrteiliger Instrumental-Titel der britischen Rockband Pink Floyd, der auf ihrem zweiten, namengebenden Album A Saucerful of Secrets im Jahr 1968 veröffentlicht wurde.
A Saucerful of Secrets ist das fünfte Stück des Albums und wurde von Roger Waters, Richard Wright, Nick Mason und David Gilmour komponiert. Erstmals trat David Gilmour (seinerzeit noch fälschlicherweise als David „Gilmore“ auf Vinyl-Platte aufgeführt) als Songwriter für Pink Floyd in Erscheinung.

## Veröffentlichungen
Während der Entstehungsphase des Titels hieß der Song noch The Massed Gadgets of Hercules. Er wurde im Zeitraum von 1968 bis 1972 häufig live gespielt. Eine Live-Version ist auf dem gemischt live-/studio-eingespielten Doppelalbum Ummagumma enthalten. Eine weitere Version ist im Film, Pink Floyd: Live at Pompeii enthalten. Live-Versionen des Stücks differieren akustisch erheblich von den Studioaufnahmen. Statt dominanten Beckenspiels zur Eröffnung des Stücks mit Something Else, übernimmt der ostinate E-Bass Waters’ diese Funktion. Das zweite Teilstück, Syncopated Pandemonium, nutzt Richard Wright in der Weise, dass er seine Farfisa-Orgel gegen einen Konzertflügel eintauscht und diesen mit Fäusten und Armen bearbeitet. Die Sequenz Celestial Voices wird instrumentell mittels Drums, Bass, Gitarre und Gesang deutlich ausgebaut.

## Liedaufbau
Obgleich das Stück auf allen Pressungen des gleichnamigen Albums mit A Saucerful of Secrets ausgewiesen ist, untertitelten diverse Ausführungen der Ummagumma das Stück in vier Sequenzen. Der erste Teil Something Else war bei EMI ursprünglich als Richard’s Rave Up ausgeführt, der zweite Teil Syncopated Pandemonium, als Nick’s Boogie.
Roger Waters erklärte die Bedeutung der Untertitel gegenüber dem Rolling Stone in der Weise, dass der Song eine Schlacht und deren Folgen beschreibe. Something Else verkörpere die Situation vor der Schlacht, Syncopated Pandemonium beschreibe das aktuelle Schlachtgeschehen, Storm Signal betrachte die Opfer der beendeten Schlacht und Celestial Voices handle von der Trauer um die Toten.
1. Something Else (0:00–3:57)
2. Syncopated Pandemonium (3:57–7:04)
3. Storm Signal (7:04–8:38)
4. Celestial Voices (8:38–11:52)

## Live-Performances
- Pink Floyd spielten A Saucerful of Secrets in der Zeit von 1968 und 1972. Das letzte Konzert, das diesen Titel beinhaltete, war der 23. September 1972 im Winterland Auditorium in San Francisco, Kalifornien, wo er als Zugabe gespielt wurde.
- In der Version Live at Pompeii: Directors Cut spielt Nick Mason das Schlagzeug mit höherer Frequenz und spielt auch in den beiden letzten Parts des Stücks. David Gilmour's Gesang begleitet dort lediglich die letzte und nicht auch die vorletzte Sequenz.
- Celestial Voices (der vierte Part des Stücks) spielte als Finale, umgewidmet in The End of the Beginning, auf der Tour zu The Man and The Journey eine Rolle. Am 26. Juni 1969 in der Royal Albert Hall spielte die Band das Stück mit Bläsersätzen und Chor.
- Während des Songs feuerte die Band 1968 in der Royal Albert Hall zwei Kanonen ab. Daraufhin bekamen Pink Floyd lebenslang Hausverbot. Jedoch durfte David Gilmour im Jahr 2006 auf seiner On an Island-Tournee wieder in der Royal Albert Hall spielen.[6]

## Personelle Besetzung
- David Gilmour – Gitarre, Gesang
- Richard Wright – Farfisa.Orgel, Flügel (Live-Versionen), Gesang, Mellotron
- Roger Waters – E-Bass, Schlaginstrument
- Nick Mason – Schlagzeug, Percussion